# C-band (infrarött)
Inom infraröd optisk kommunikation avser C-bandet våglängdsintervallet 1530–1565 nm, vilket motsvarar förstärkningsområdet av erbiumdopade fiberförstärkare (EDFA).